# Rhizoplatodes cherlonneixi
Rhizoplatodes cherlonneixi är en skalbaggsart som beskrevs av Roger Paul Dechambre 1997. Rhizoplatodes cherlonneixi ingår i släktet Rhizoplatodes och familjen Dynastidae. Inga underarter finns listade i Catalogue of Life.